# 양구소방서
양구소방서(楊口消防署, Yanggu Fire Station)는 강원특별자치도 양구군을 관할하는 강원특별자치도 소방본부 산하의 소방서이다.
소방서장은 소방정으로 보한다.

## 연혁
- 2019년 6월 4일: 양구소방서 개서

### 역대 서장
- 2019년 6월 4일 ~ 2020년 12월 31일: 소방정 김영조[3]
- 2021년 1월 1일 ~: 소방정 한광모

## 조직
| - 소방행정과 - 행정지원팀 - 예산장비팀 | - 대응총괄과 - 대응전략팀 - 예방총괄팀 - 구조구급팀 | - 현장대응과 - 현장지휘1계 - 현장지휘2계 - 현장지휘3계 |

## 관할센터 및 관할구역
양구소방서는 1개의 119안전센터와 1개의 구조대를 산하에 두고 있다.
| 명칭                 | 사진 | 주소                    | 관할구역    | 지역대                                                        |
| -------------------- | ---- | ----------------------- | ----------- | ------------------------------------------------------------- |
| 양구119안전센터      |      | 양구군 양구읍 중심로 92 | 양구군 일원 | 동면119지역대 국토정중앙119지역대 방산119지역대 해안119지역대 |
| 양구소방서 119구조대 |      | 양구군 양구읍 중심로 92 | 양구군 일원 |                                                               |

## 같이 보기
- 대한민국 소방청
- 대한민국의 소방
- 소방관 계급